# (9967) Awanoyumi
(9967) Awanoyumi – planetoida z grupy pasa głównego asteroid, okrążająca Słońce w ciągu 4 lat i 58 dni w średniej odległości 2,58 j.a. Została odkryta 31 marca 1992 roku przez Kina Endate i Kazurō Watanabe. Przed nadaniem nazwy planetoida nosiła oznaczenie tymczasowe (9967) 1992 FV1.